# Xynobius sternocarinatus
Xynobius sternocarinatus är en stekelart som först beskrevs av Fischer 2000.  Xynobius sternocarinatus ingår i släktet Xynobius och familjen bracksteklar. Inga underarter finns listade i Catalogue of Life.